# Posta Rangers Football Club
Actualités
Le Posta Rangers Football Club est un club kényan de football. John Kamau y est l'entraineur depuis décembre 2014.

## Palmarès
- Coupe du Kenya
  - Finaliste : 2008

- Championnat du Kenya de deuxième division
  - Vice-champion : 2009[1]